# Alaurina prolifera
Alaurina prolifera är en plattmaskart. Alaurina prolifera ingår i släktet Alaurina och familjen Microstomidae. Inga underarter finns listade i Catalogue of Life.